# Espen Næss Lund
Espen Næss Lund (Tønsberg, 7 maggio 1985) è un calciatore norvegese, difensore del Re.

## Carriera

### Club

#### Vålerenga e Tønsberg
Næss Lund ha iniziato la carriera professionistica con il Vålerenga, squadra per cui ha debuttato il 7 maggio 2003, schierato titolare nella vittoria per 1-5 maturata sul campo dello Skotfoss, in una sfida valida per il primo turno del Norgesmesterskapet, in cui ha segnato una doppietta. Il 16 giugno 2003 ha invece esordito nell'Eliteserien, sostituendo Morten Berre nel successo per 3-0 sul Bryne. Rimasto in squadra per due stagioni, ha totalizzato 5 presenze e 2 reti.
È stato poi ceduto al Tønsberg nel 2005, in 1. divisjon. Ha esordito con questa maglia il 29 maggio, sostituendo Erik Biseth nella sconfitta casalinga per 1-3 contro il Moss. L'11 settembre successivo ha segnato il primo gol in campionato, nel pareggi interno per 1-1 contro l'Alta. A fine stagione, il Tønsberg è retrocesso in 2. divisjon e Næss Lund vi è rimasto in forza fino al termine del campionato 2010.

#### Il Sogndal e la parentesi allo Strømmen
Il 21 dicembre 2010, il Sogndal – club neopromosso nella massima divisione norvegese – ha annunciato d'aver ingaggiato Næss Lund, che aveva firmato un contratto valido a partire dal 1º gennaio successivo, data di riapertura del calciomercato locale. Ha esordito con questa maglia il 10 aprile 2011, giocando dal primo minuto nella sconfitta per 1-0 in casa del Sarpsborg 08. È rimasto in squadra per circa un anno e mezzo.
Il 31 agosto 2012 è passato in prestito allo Strømmen, in 1. divisjon, fino al termine della stagione. Ha debuttato con questa casacca in data 2 settembre, sostituendo Espen Olsen nella sconfitta per 3-0 sul campo del Tromsdalen. In questa porzione di stagione in squadra, ha disputato 11 partite senza segnare alcuna rete.
Nel 2013, ha fatto ritorno al Sogndal per fine prestito. Il 17 aprile dello stesso anno ha segnato le prime reti, con una doppietta ai danni del Tornado in una sfida valida per il primo turno del Norgesmesterskapet. Ha chiuso la stagione con 15 presenze e 2 reti, tra tutte le competizioni.

#### Kristiansund
L'11 dicembre 2013 è passato ufficialmente al Kristiansund, firmando un contratto valido dal 1º gennaio 2014. Ha esordito in squadra il 27 aprile, subentrando a Tor Erik Torske nella vittoria casalinga per 1-0 sul Fredrikstad. Il 28 settembre ha segnato la prima rete, nel pareggio per 2-2 maturato sul campo del Mjøndalen. Il 10 ottobre 2014, ha rinnovato il contratto che lo legava al club fino al 2015. A fine stagione, il Kristiansund ha centrato l'accesso alle qualificazioni all'Eliteserien, ma ha mancato la promozione; Næss Lund ha chiuso la stagione a quota 28 presenze tra campionato e coppa, con 3 reti all'attivo.

#### Il ritorno al Sogndal
A causa degli infortuni patiti dai difensori in rosa, il Sogndal è stato costretto a tornare sul mercato degli svincolati per sopperire a queste assenze: in data 11 maggio 2017, Næss Lund ha firmato con il club un contratto valido sino al termine della stagione in corso.

### Nazionale
Næss Lund ha rappresentato la Norvegia a livello Under-16, Under-17, Under-18 e Under-19.

## Statistiche

### Presenze e reti nei club
Statistiche aggiornate al 26 ottobre 2022.
| Stagione            | Club                | Campionato          | Campionato | Campionato | Coppe nazionali | Coppe nazionali | Coppe nazionali | Coppe continentali | Coppe continentali | Coppe continentali | Supercoppe | Supercoppe | Supercoppe | Totale | Totale |
| Stagione            | Club                | Comp                | Pres       | Reti       | Comp            | Pres            | Reti            | Comp               | Pres               | Reti               | Comp       | Pres       | Reti       | Pres   | Reti   |
| ------------------- | ------------------- | ------------------- | ---------- | ---------- | --------------- | --------------- | --------------- | ------------------ | ------------------ | ------------------ | ---------- | ---------- | ---------- | ------ | ------ |
| 2003                | Vålerenga           | ES                  | 3          | 0          | CN              | 2               | 2               | CU                 | -                  | -                  | -          | -          | -          | 5      | 2      |
| 2004                | Vålerenga           | ES                  | 0          | 0          | CN              | 0               | 0               | -                  | -                  | -                  | -          | -          | -          | 0      | 0      |
| Totale Vålerenga    | Totale Vålerenga    | Totale Vålerenga    | 3          | 0          |                 | 2               | 2               |                    | -                  | -                  |            | -          | -          | 5      | 2      |
| 2005                | Tønsberg            | 1D                  | 13         | 1          | CN              | ?               | ?               | -                  | -                  | -                  | -          | -          | -          | 13+    | 1+     |
| 2006                | Tønsberg            | 2D                  | ?          | ?          | CN              | ?               | ?               | -                  | -                  | -                  | -          | -          | -          | ?      | ?      |
| 2007                | Tønsberg            | 2D                  | ?          | ?          | CN              | ?               | ?               | -                  | -                  | -                  | -          | -          | -          | ?      | ?      |
| 2008                | Tønsberg            | 2D                  | ?          | ?          | CN              | ?               | ?               | -                  | -                  | -                  | -          | -          | -          | ?      | ?      |
| 2009                | Tønsberg            | 2D                  | ?          | ?          | CN              | ?               | ?               | -                  | -                  | -                  | -          | -          | -          | ?      | ?      |
| 2010                | Tønsberg            | 2D                  | ?          | ?          | CN              | ?               | ?               | -                  | -                  | -                  | -          | -          | -          | ?      | ?      |
| Totale Tønsberg     | Totale Tønsberg     | Totale Tønsberg     | 13+        | 1+         |                 | ?               | ?               |                    | -                  | -                  |            | -          | -          | 13+    | 1+     |
| 2011                | Sogndal             | ES                  | 5          | 0          | CN              | 1               | 0               | -                  | -                  | -                  | -          | -          | -          | 6      | 0      |
| gen.-ago. 2012      | Sogndal             | ES                  | 2          | 0          | CN              | 0               | 0               | -                  | -                  | -                  | -          | -          | -          | 2      | 0      |
| ago.-dic. 2012      | Strømmen            | 1D                  | 11         | 0          | CN              | -               | -               | -                  | -                  | -                  | -          | -          | -          | 11     | 0      |
| 2013                | Sogndal             | ES                  | 12         | 0          | CN              | 3               | 2               | -                  | -                  | -                  | -          | -          | -          | 15     | 2      |
| 2014                | Kristiansund        | 1D                  | 24+1       | 3+0        | CN              | 3               | 0               | -                  | -                  | -                  | -          | -          | -          | 28     | 3      |
| 2015                | Kristiansund        | 1D                  | 25+2       | 1+0        | CN              | 3               | 1               | -                  | -                  | -                  | -          | -          | -          | 30     | 2      |
| 2016                | Kristiansund        | 1D                  | 19         | 0          | CN              | 0               | 0               | -                  | -                  | -                  | -          | -          | -          | 19     | 0      |
| Totale Kristiansund | Totale Kristiansund | Totale Kristiansund | 68+3       | 4+0        |                 | 6               | 1               |                    | -                  | -                  |            | -          | -          | 77     | 5      |
| mag.-dic. 2017      | Sogndal             | ES                  | 10         | 0          | CN              | 2               | 1               | -                  | -                  | -                  | -          | -          | -          | 12     | 1      |
| Totale Sogndal      | Totale Sogndal      | Totale Sogndal      | 29         | 0          |                 | 6               | 3               |                    | -                  | -                  |            | -          | -          | 35     | 3      |
| 2019                | Dahle               | 4D                  | ?          | ?          | CN              | ?               | ?               | -                  | -                  | -                  | -          | -          | -          | ?      | ?      |
| 2021                | Re                  | 4D                  | ?          | ?          | CN              | ?               | ?               | -                  | -                  | -                  | -          | -          | -          | ?      | ?      |
| 2022                | Re                  | 4D                  | ?          | ?          | CN              | ?               | ?               | -                  | -                  | -                  | -          | -          | -          | ?      | ?      |
| Totale Re           | Totale Re           | Totale Re           | ?          | ?          |                 | ?               | ?               |                    | -                  | -                  |            | -          | -          | ?      | ?      |
| Totale              | Totale              | Totale              | 124+3+     | 5+0+       |                 | 14+             | 6+              |                    | -                  | -                  |            | -          | -          | 141+   | 11+    |